# آرپ ۲۷۶
آرپ ۲۷۶ یک کهکشان‌ در صورت فلکی بره است.